# Echemoides malleco
Echemoides malleco Platnick & Shadab, 1979 è un ragno appartenente alla famiglia Gnaphosidae.

## Etimologia
Il nome proprio deriva dalla provincia cilena di rinvenimento: provincia di Malleco.

## Caratteristiche
Il maschio può essere riconosciuto dalla forma dell'apofisi tibiale retrolaterale distalmente invaginata e piuttosto ampia; la femmina si distingue per il vestibolo dell'epigino stretto posteriormente..
L'olotipo maschile più grande rinvenuto ha lunghezza totale è di 8,50mm; la lunghezza del cefalotorace è di 3,62mm; e la larghezza è di 2,92mm.

## Distribuzione
La specie è stata reperita nel Cile centrale: 10 chilometri ad ovest del comune di Collipulli, appartenente alla provincia di Malleco; nella stessa provincia anche 6 chilometri ad ovest di Angol, a 610 metri di altitudine.

## Tassonomia
Al 2015 non sono note sottospecie e dal 1983 non sono stati esaminati nuovi esemplari